# Ana Bacalhau
Ana Bacalhau   (Lisboa, 5 de novembre de 1978) és una cantant portuguesa. La seva popularitat arribà com a veu solista del grup Deolinda, grup inspirat pel fado i pels seus orígens tradicionals.

## Biografia
Llicenciada en Llengua i Literatures Modernes, en el vessant de llengua portuguesa i llengua anglesa, també és llicenciada en. Va exercir la seva professió com a arxivera fins al març del 2009, quan la va abandonar per dedicar-se professionalment al grup Deolinda.
Anteriorment, fou vocalista del grup Lupanar, del qual fou membre fundadora. Amb aquell mateix grup, gravà un CD ("Abertura" de 2005) i participà en un àlbum d'homenatge a Carlos Paredes. També participà en un trio de jazz anomenat Tricotismo. Està casada amb el contrabaixista José Pedro Leitão, integrant del grup Deolinda.